# 唐沢町
唐沢町（からさわちょう）は、愛知県岡崎市の町名。現行行政地名は唐沢町1丁目と唐沢町（丁目設定なし）。

## 地理
岡崎市の西部に位置し、中心街の一角に相応する。

### 河川
- 乙川

### 番地
- 2
- 3
- 5
- 7
- 8
- 9
- 11

## 世帯数と人口
2019年（令和元年）5月1日現在の世帯数と人口は以下の通りである。
| 町丁   | 世帯数 | 人口 |
| ------ | ------ | ---- |
| 唐沢町 | 22世帯 | 49人 |

## 学区
市立小・中学校に通う場合、学区は以下の通りとなる。
| 番・番地等 | 小学校             | 中学校             | 高等学校 |
| ---------- | ------------------ | ------------------ | -------- |
| 全域       | 岡崎市立三島小学校 | 岡崎市立竜海中学校 | 三河学区 |

## 歴史
額田郡岡崎唐沢町を前身とする。

### 沿革
- 1889年（明治22年）10月1日 - 町村制施行に伴い、岡崎横町・岡崎亀井町・岡崎久右衛門町・岡崎魚町・岡崎康生町・岡崎材木町・岡崎十王町・岡崎松本町・岡崎上肴町・岡崎伝馬町・岡崎田町・岡崎唐沢町・岡崎島町・岡崎投町・岡崎能見町・岡崎八幡町・岡崎板屋町・岡崎福寿町・岡崎門前町・岡崎祐金町・岡崎裏町・岡崎両町・岡崎連尺町・岡崎六地蔵町・岡崎籠田町・菅生村・中村・梅園村・八帖村・六供村が合併し、岡崎町大字唐沢となる[6]。
- 1916年（大正5年）7月1日 - 市制施行に伴い、岡崎市大字唐沢となる[7]。
- 1917年（大正6年）7月1日 - 唐沢町に改称[8]。
- 1957年（昭和32年）11月15日 - 1丁目を設置[8]。

## 中央緑道の再整備、桜城橋の建設

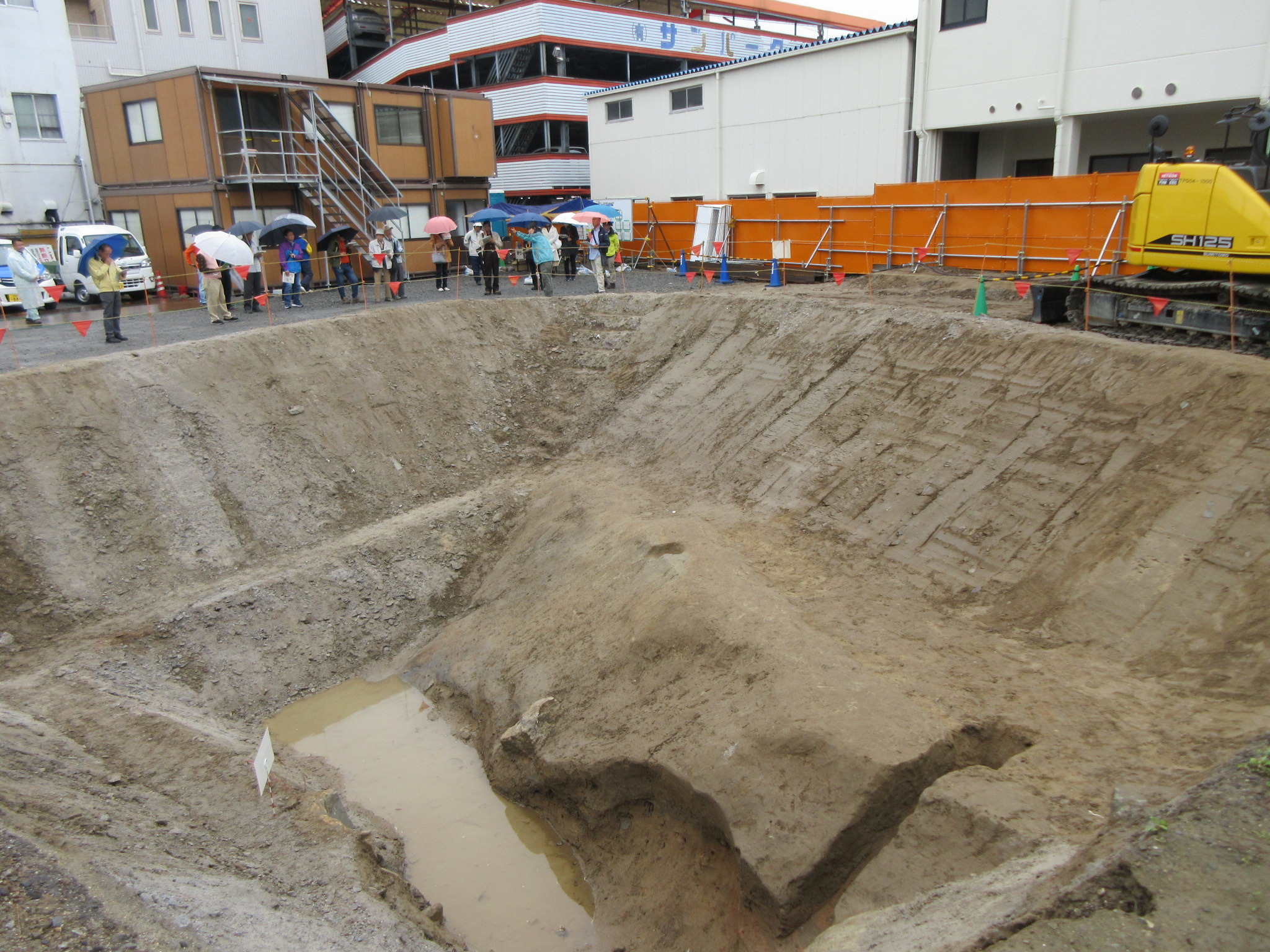
豊川信用金庫岡崎支店跡地。2017年10月に岡崎城総構えの発掘調査が行われた。

2014年（平成26年）8月28日、岡崎市は乙川リバーフロント地区整備計画の概要を発表した。人道橋の建設、中央緑道の再整備などが計画に盛り込まれた。
2015年（平成27年）10月24日、乙川人道橋（仮称）の工事が着工。
2016年（平成28年）、乙川人道橋の初期の工事において、ボーリング調査の見立てよりも浅い位置に岩盤線があり、かつ硬い岩質であることが判明。そのため市当局は、同年4月8日に市議会臨時会を開き、「（仮称）乙川人道橋橋りょう下部工事その1」の契約金額「5億3,116万6,680円」を1億8,198万4,320円増額し、「7億1,315万1,000円」に変更した。また、下部工事その1の完成期限を「2016年7月29日」から1年延長し、「2017年7月31日」とした。
同年、中央緑道の工事に伴い、市は豊川信用金庫岡崎支店の土地を3億6,000万円で買収。同支店は2017年（平成29年）に取り壊され、竜美南2丁目に移転した。
2019年（平成31年）3月6日、岡崎市は、乙川人道橋の名称は公募により「桜城橋（さくらのしろばし）」に決まったと発表した。
2020年（令和2年）2月26日、「中央緑道等（桜城橋橋上広場と橋詰広場）整備運営事業」の事業予定者が三菱地所を代表企業とするグループに決定した。豊川信用金庫があった「橋詰広場」（808m2）にはコーヒーショップ、シェアキッチン、売店などが建てられることとなった。
同年3月22日、桜城橋が開通した。建設費は約21億5,000万円（うち9億4,000万円は国の補助金）。2021年（令和3年）4月には橋上に長さ56メートル、幅6メートルの建物が設けられ、カフェやレストランなど8店舗が入る予定。

## 交通
- 国道1号
  - 東海道
  - 龍城通り
- 愛知県道477号東大見岡崎線
  - モダン道路
  - 明代橋
- 中央緑道

## 施設
- 三井住友海上岡崎ビル
  - 三菱電機中部支社自動車機器三菱部
- 第一生命・三井住友海上岡崎ビル
  - 東海テレビ放送岡崎支局
  - 積水ハウス岡崎支店
  - ジャックス岡崎支店
  - オーネット岡崎支社
- 朝日生命岡崎ビル
  - 名古屋テレビ放送岡崎支社
  - 日本政策金融公庫岡崎支店
  - 東海税理士会岡崎支部
- 晴明神社
- サンモク工業

## ギャラリー
- 建設中の桜城橋（2018年5月撮影）
- 建設中の桜城橋（2019年4月撮影）
- 桜城橋（2020年4月撮影）
- 中央緑道の南端
- 晴明神社
- サンモク工業

## その他

### 日本郵便
- 郵便番号 : 444-0043[3]（集配局：岡崎郵便局[21]）。

## 参考資料
- 「角川日本地名大辞典」編纂委員会 編『角川日本地名大辞典 23 愛知県』角川書店、1989年3月8日。ISBN 4-04-001230-5。
- 有限会社平凡社地方資料センター 編『日本歴史地名大系第23巻 愛知県の地名』平凡社、1981年。ISBN 4-582-49023-9。
- 新編岡崎市史編さん委員会 編『新編岡崎市史 総集編 20』1993年。